# Partieel evenwicht
Partieel evenwicht (ook gedeeltelijk evenwicht) is een conditie van economisch evenwicht die slechts met een deel van de markt rekening houdt, ceteris paribus, om het evenwicht te bereiken.
Zoals gedefinieerd door George Stigler, "Een partieel evenwicht is er een dat slechts gebaseerd is op een beperkte reeks van gegevens, een standaard voorbeeld is de prijs van een enkel product, waar de prijzen van alle overige producten tijdens de analyse constant wordt gehouden."

## Voetnoten
1. ↑  Jain, T.R. (2006-07). Microeconomics and Basic Mathematics. VK Publications, New Delhi, pp. 28. ISBN 81-87140-89-5.